# Hernando de Escalante Fontaneda
Hernando de Escalante Fontaneda (* 1536; † etwa 1575) war ein spanischer Überlebender eines Schiffsuntergangs an der Küste Floridas. Er lebte für etwa 17 Jahre unter den Indianerstämmen Floridas. Bekannt wurde er durch seine 1575 geschriebenen Memoiren, die als beste Quelle für die mittlerweile untergegangene Kultur der Calusa gelten.

## Schiffsunglück von 1549
Etwa im Jahre 1549, Fontaneda war zu diesem Zeitpunkt 13 Jahre alt, sollten er und sein Bruder zum Studium nach Salamanca in Spanien geschickt werden. Auf der Fahrt dorthin erlitten sie, vermutlich in einem Hurrikan, Schiffbruch. Die Überlebenden der Schiffsbesatzung und der Passagiere wurden zunächst von Indianern vom Stamm der Calusa gerettet. Später wurden sie mit Ausnahme von Fontaneda von den Calusa versklavt oder massakriert. Nach Angaben von Fontaneda gelang es ihm zu überleben, indem er für die Indianer sang und tanzte.

## Leben unter den Indianern Floridas
Fontaneda verbrachte die nächsten 17 Jahre unter den Calusa, Tequesta und anderen Stämmen. Hierbei erlernte er ihre Sprache und bereiste Florida. Um 1566 wurde Fontaneda durch Pedro Menéndez de Avilés, dem ersten spanischen Gouverneur Floridas und Gründer von St. Augustine, gerettet. Nach einer anderen Darstellung wurde er von den Hugenotten des Fort Caroline 1565 gerettet und konnte nach Annexion des Fort durch die Spanier wieder zu ihnen zurückkehren.

## Weiteres Wirken
Die nächsten Jahre diente Menéndez als Übersetzer und Führer auf seinen Expeditionen durch Florida. Erst 1569 konnte Fontaneda nach Spanien zurückkehren und das Erbe seines Vaters von der Spanischen Krone zurückbekommen.

## Memoiren
Bekannt ist Fontaneda durch seine 1575 verfassten Memoiren. Hierin beschreibt er sein Leben unter den Indianern Floridas. Da viele Indianerstämme im südlichen Florida heute ausgestorben sind, sind seine Überlieferungen die ersten und ausführlichsten Augenzeugenberichte dieser Kulturen. Sie dienten schon Historikern der Spanier, wie Antonio de Herrera y Tordesillas als Grundlage.
Seine Berichte listen 22 wichtige Städte der Calusa auf. Diese geographischen Namen sind praktisch das Einzige was von der Sprache der Calusa überliefert ist. Erstmals erwähnte er Tampa, beziehungsweise ein Dorf der Calusa an der Tampa Bay in der Nähe der Mündung des Charlotte Harbor.
In seinen Memoiren schrieb Fontaneda von der Legende eines mythischen Jungbrunnens in Florida. Obwohl er selbst nicht an diese Legende glaubte, dienten seine Berichte in späterer Zeit als Basis für eine Suche nach ihm.